# سیارک ۲۵۱۸۹
سیارک ۲۵۱۸۹ (به انگلیسی: 25189 Glockner، نامگذاری:1998SD118) بیست و پنج هزار و صد و هشتاد و نهمین سیارک کشف شده‌است که در ۲۶ سپتامبر ۱۹۹۸ کشف شد.
قدر مطلق سیارک برابر ۱۲.۹ است.